# 白川町立切井中学校
白川町立切井中学校（しらかわちょうりつ きりいちゅうがっこう）は、かつて岐阜県加茂郡白川町にあった公立中学校。

## 概要
- 旧・加茂郡蘇原村の中学校であり、切井地区が校区であった。
- 切井小学校に併設され、切井小中学校とも称した。

## 沿革
- 1947年（昭和22年）11月 - 蘇原村立切井小学校に併設して、蘇原村立蘇原中学校切井分校を設置。
- 1956年（昭和31年）9月30日　- 白川町、黒川村、佐見村、蘇原村が合併し、白川町となる。同時に白川町立蘇原中学校切井分校に改称する。
- 1967年（昭和32年）4月1日 - 独立し、白川町立切井中学校となる。切井小学校に併設。
- 1980年（昭和55年）3月 - 白川中学校に統合され廃校。切井地区の生徒はスクールバスで白川中学校へ通学することになる。